# Association Sportive des Fonctionnaires de Bobo
L'Association Sportive des Fonctionnaires de Bobo è una squadra calcistica del Burkina Faso.
La squadra è stata fondata il 20 gennaio 1948.
Ha vinto due scudetti e cinque coppe nazionali.

## Palmarès

### Competizioni nazionali
- 1ère Division: 3

1961, 1966, 2018
- Coupe du Faso: 5

1986, 1989, 1997, 1998, 2004

## Rosa
| N. |                         | Ruolo | Calciatore         |
| -- | ----------------------- | ----- | ------------------ |
|    | Burkina Faso (bandiera) | D     | Abdramane Ouattara |
|    | Burkina Faso (bandiera) | D     | Boureima Ouattara  |
|    | Burkina Faso (bandiera) | C     | Oumar Sanogo       |

| N. |                         | Ruolo | Calciatore           |
| -- | ----------------------- | ----- | -------------------- |
|    | Burkina Faso (bandiera) | C     | Assany Ouédraogo     |
|    | Burkina Faso (bandiera) | C     | Souleymane Coulibaly |
|    | Burkina Faso (bandiera) | A     | Adama Sabo           |